# Semidiámetro
En geometría, el semidiámetro de un conjunto de puntos es la mitad de su diámetro; o de forma más general, la mitad de su extensión en una dirección particular. En astronomía, se define como la mitad del ángulo subtendido por el diámetro de un cuerpo astronómico, como por ejemplo la Luna o el Sol observados desde la tierra.

## Casos especiales
El semidiámetro de una esfera, circunferencia o intervalo coincide con su radio, es decir, cualquier segmento desde el centro a su contorno.
Los semidiámetros de una elipse (que no sea una circunferencia) son las mitades de su extensión según sus dos ejes de simetría. Son los parámetros a y b de su ecuación implícita
{\displaystyle \left({\frac {x}{a}}\right)^{2}+\left({\frac {y}{b}}\right)^{2}=1.\,\!}
Asimismo, los semidiámetros de un elipsoide son los parámetros a, b y c de su ecuación implícita
{\displaystyle \left({\frac {x}{a}}\right)^{2}+\left({\frac {y}{b}}\right)^{2}+\left({\frac {z}{c}}\right)^{2}=1.\,\!}
Los semidiámetros de una superelipse, de un superelipsoide o de una supercuádrica se pueden identificar de la misma manera.